# トランプ:ザ・ゲーム
トランプ：ザ・ゲーム（英: Trump: The Game）は、当時アメリカ合衆国の実業家であったドナルド・トランプを題材にしたボードゲームである。1989年にミルトン・ブラッドリー・カンパニーから発売されたが人気が無く、200万個の売上想定に対し80万個しか売れなかった。2004年にトランプのリアリティ番組「アプレンティス」がヒットすると、トランプ：ザ・ゲームはパーカー・ブラザーズから再版された。

## 歴史

### 発売前
ゲームデザイナーのジェフリー・ブレスロー（Jeffrey Breslow）は、ニューヨークのトランプ・タワーにあるドナルド・トランプの事務所にゲームを持ち込んだ。ブレスローがゲームのコンセプトを説明すると、トランプは遮り「気にいった。次は何だ？（I like it — what's next?）」と言った。それからトランプは、ゲームの発売に興味を持った玩具メーカー4社から提案を受け、彼が「玩具メーカーのロールスロイス」と呼んだミルトン・ブラッドリー・カンパニーを販売元に選んだ。パーカー・ブラザーズはゲーム製造の提案を辞退した。トランプの了解を得た後、ブレスローはゲームのコンセプトをミルトン・ブラッドリーに売却し、トランプと利益分配についての交渉を行った。ブレスローは最初、半分ずつを提案したが、彼によればトランプは「50-50はダメだ」と答えた。トランプは利益の60パーセントを、ブレスローが40パーセントを受け取ることとなった。ブレスローは、「ゲームはトランプなしに成り立たない。彼は80-20を私に押し付けることもできた。彼は自分が運転席にいることを分かっていたのだ」と語っている。また、ブレスローは、トランプがアメリカン・インターナショナル・トイ・フェアとミルトン・ブラッドリーの工場で宣伝することを求め、トランプはこれに同意した。
トランプ：ザ・ゲームは、1989年2月7日にトランプタワーで行われたイベントで披露された。小売価格は25ドルと予定された。イベントでトランプは、ゲームの利益の非公開だがその一部を、脳性麻痺とAIDSの研究に役立てるため、またホームレスの人々を支援するために寄付することを表明した。ゲーム開発のため一年以上トランプと仕事をしてきたミルトン・ブラッドリーの経営陣は、トランプが寄付する意向を持っていることに気付いていたかったので驚いた。ゲームはモノポリーを真似ており、またトランプの経歴と彼が1987年に出した本『トランプ自伝―不動産王にビジネスを学ぶ』（Trump: The Art of the Deal）をベースにしていた。トランプは、共にゲームを開発していたミルトン・ブラッドリーの専門家から情報を受け取ると、「運のみで勝負が決まるゲームはダメだ。才能で決まるゲームにしたい。そして人々にビジネスのセンスがあるかどうかを教えたい。無一文になるより、このゲームから学ぶことができれば素晴らしいじゃないか」と言った。また、トランプはこうも語った、「私はこのゲームが好きだ。私が今まで遊んだことのあるモノポリーより洗練されている」。当時のミルトン・ブラッドリーの社長、ジョージ・ディトマッシ（George Ditomassi）は、ゲームによる寄付額を総額2千万ドルと見積もっていたにもかかわらず、同社がトランプに名前を使うために支払った金額を明らかにすることを拒否した。
ゲームの披露後、トランプ：ザ・ゲームがモノポリーや他のボードゲームの売上に影響を与えるか予想がなされた。パーカーブラザーズの調査・開発担当上級副社長のフィル・オーバネス（Phil Orbanes）は、トランプのゲームは「おばあちゃんが来た時に、とっさに出したいと思うようなゲームではない。プレイ後はげっそりして二度とやりたいとは思わないだろう。まさに現実世界で不安を抱くのと同じであり、このゲームはほとんどの人々が遊びに求める楽しい体験をもたらさない」と述べた。モノポリー同様の人気が出るとは信じていなかったブレスローは後に、トランプ：ザ・ゲームの「大部分」は「一度も箱を開けられることはなかった。プレゼントや景品、珍奇なものとして買われた。トランプはそうだ。彼はゲームがプレイされることには全く興味が無かった。」と語っている。
1989年3月、ベガス・ワールドカジノのオーナー、ボブ・ステュパックがトランプに、100万ドルの掛け金で「トランプ：ザ・ゲーム」を一戦やろうと持ちかけた。トランプは、「負ける可能性は常にあるものだ。勝つことに慣れた人間であっても。（It's always possible to lose, even for someone who's used to winning.）」と言って断った。その後ステュパックは、「ニューヨーク・ポスト」と「ザ・プレス・オブ・アトランティック・シティ」に、トランプへ公開挑戦する全面広告を出したが、トランプはこの挑戦を受けなかった。

### 販売
トランプ：ザ・ゲームは、「勝つか負けるかではない、勝つかどうかだ！（It's not whether you win or lose, it's whether you win!）」のキャッチコピーを付け、1989年5月に発売を開始した。トランプはこのゲームのコマーシャルにも出演した。トランプとミルトン・ブラッドレーは、200万個の売り上げを期待していたが、さっぱり売れなかった。1990年8月までには、トランプはこのゲームは複雑すぎたかもしれないと認めていた。なお、トランプは80万個売ったと語っている。
ディトマッシはゲームの失敗について、「ゲームは棚に積まれたままだった」と述べた。彼は、「消費者は、おそらく大富豪がゲームを売って儲けようとしているのだと考えている」と、消費者が利益を慈善事業に寄付することをよく知らないことが販売不振の理由の一つと考えた。そこでテレビコマーシャルを「トランプ氏がトランプ：ザ・ゲームから得る利益は慈善事業に寄付されます」との音声を入れたものに変えた。しかしゲームの売上が伸びることは無かった。また、このゲームがモノポリーのパクリと誤解されるような販売をされたことも売上に影響したと信じられた。アナリストも消費者はトランプに飽きつつあると信じていた。オーバネスは、トランプ：ザ・ゲームのようなゲームは、「高度な金融と思えることが多すぎ、多くの人々にとって厳し過ぎる」と語った。
1991年5月、トランプは、ゲームのライセンスの代理人として雇われたと主張するマンハッタンの弁護士、スチュワート・ロス（Stuart Ross）との裁判に勝利した。ロスは、自分がトランプにボードゲームのアイデアを提案し、ゲームのロイヤルティーの25パーセントを貰うことを約束されたと主張し、裁判で20万ドルを請求した。トランプは、ロスと契約を交わしたことはなく、ゲームのロイヤルティー86万6800ドルはすでにドナルド・J・トランプ基金に預けられた後、慈善事業に寄付されていると、証言した。しかし彼の主張を証明する記録は提出しなかった。

## 再版
トランプの新たなリアリティ番組であるアプレンティスの成功を受けて、トランプ：ザ・ゲームは、2004年7月にハズブロの子会社となったパーカー・ブラザーズから再版された。新版にはトランプの代表的なセリフ「おまえはクビだ（You're fired!）」が付け加えられた。価格は25ドルで、少し簡略化されたルールとプレイヤー向けのビジネスのヒントが付いたカードが新版の特徴で、箱には男らしい姿のトランプが描かれた。新版のキャッチフレーズは「百万長者になるには頭を使え。億万長者になるにはトランプを使え（It Takes Brains to Make Millions. It Takes Trump to Make Billions.）」であった。ハズブロは特に2004年のクリスマス商戦で強気の売上を期待していた。
2004年8月18日、トランプはトランプタワーで新しいゲームの披露イベントを行った。ゲームを宣伝するため、トランプは観客から5人を選び、「金色の金の機械（the golden money machine）に入り、15秒間でどれだけトランプマネーを掴むことができるか」というイベントを行い、勝者にはアトランティックシティにあるトランプ・タージマハルの無料招待がプレゼントされた。ブレスローは新版は昔のものより良くなっているが、今回も多くは売れないと語った。
2016年6月、トランプの大統領選挙戦の最中、ハフポストは、ゲームの利益を慈善事業に寄付したというトランプの主張は立証できないと報じた。これに対し、トランプとトランプ・オーガナイゼーション、ハズプロはコメントを拒否した。2016年時点で、このゲームはコレクターズアイテムと見なされている。

## ゲーム内容
トランプ：ザ・ゲームは、3人もしくは4人でプレイするゲームで、プレイヤーは金を稼ぐため様々な資産を売買しなければならない。全ての資産が買われゲームが終了した時に最も多くの金を持っているプレイヤーが勝者となる。ゲーム盤には、1989年版は資産マス8つとその他の様々なマス6つがあり、2004年版は資産マス7つとその他のマス5つがある。カードは、5枚の資産カードを含む8種類がある。

### ゲームの備品
ゲームには以下の備品が入っている。
| 1989年版 - トランプカード 72枚 - "T"のコマ 4個 - サイコロ 1個 - 資産ボックス 8個 - 1千万ドル札の束 - 5千万ドル札の束 - 1億ドル札の束 | 2004年版 - トランプカード 60枚 - "T"のコマ 4個 - サイコロ 2個 - 資産ボックス 7個 - 1千万ドル札の束 - 5千万ドル札の束 - 1億ドル札の束 |

## 評判
2011年、タイム誌は、トランプの「馬鹿げたアイデア（ridiculous ideas）」の一例として、「トランプの十大失敗（Top 10 Donald Trump Failures）」に、トランプ：ザ・ゲームを入れた。「シカゴ・トリビューン」もトランプ：ザ・ゲームは失敗だったと評した。2015年、「フォーチュン」はトランプの5つの「ビジネスでの大失敗（business fumbles）」にトランプ：ザ・ゲームを入れた。
モノポリーは優れたゲームで、トランプ：ザ・ゲームの2004年版は否定的であると評価していた雑誌、マザー・ジョーンズ誌は、「狭苦しくて短命に終わったトランプ・シャトルのボードゲーム版だ。友達が少ないなら素晴らしいゲームだろう」、「このゲームの欠点－その突飛な特徴、矛盾、高価な不動産を獲得し人々をクビにするために素早く富を築くという特異な強迫観念－は、トランプの欠点でもある」、「単にモノポリーのお金に自分の顔を付けてゼロの数を増やした」と書いている。
ウォール・ストリート・ジャーナルのクリストファー・チャブリス（Christopher Chabris）は、1989年版について、「1億ドル札に描かれたトランプの顔と、黒と金色のゲーム盤の上を動くTのコマを見るのが気にならなければ、驚くべきことに面白い」と書いた。しかしシャブリスは、「電力会社 (ボードゲーム)（Power Grid）のような、もっと良いビジネスボードゲームが手に入る」とも言っている。
ビジネスインサイダーは、1989年版を「奇怪（bizarre）」と呼んだ。インヴァースのベン・グアリノ（Ben Guarino）は、「このゲームはどうしたら金持ちになれるかをシミュレートしている。とても具体的に、トランプの通りにやれば、上手くいく」と書いている。
ゲーマーが点数を付けるボードゲームギークでは、トランプ：ザ・ゲームは10点満点中4点台となっている
Ars Technicaのレビュアーは否定的な評価をしており、あるレビュアーは「お粗末な二番煎じはどれも嫌いだ」と書いている。